# Peter Ward
Peter Douglas Ward (...) è un paleontologo statunitense.

## Carriera
È professore di Biologia e di scienze della Terra e dello Spazio all'Università di Washington a Seattle, è anche autore di libri famosi di divulgazione scientifica.
La carriera accademica include l'insegnamento e collegamenti professionali con l'università statale dell'Ohio, l'istituto di astrobiologia della NASA, l'Università di Calgary e il California Institute of Technology.
È specializzato nell'estinzione del cretaceo-terziario e genericamente nelle estinzioni di massa.
Ha pubblicato libri sulla biodiversità e sulla datazione dei fossili.
Il suo libro del 1992 On Methuselah's Trail ricevette il premio Golden Trilobite Award (Il trilobite d'oro) dalla società paleontologica come il miglior libro di divulgazione scientifica dell'anno.
Ward presta servizio anche come professore aggiunto di zoologia e astronomia.
Ward è coautore, con l'astronomo Donald Brownlee, del best seller Rare Earth: Why Complex Life Is Uncommon in the Universe (Terra rara: Perché la vita complessa è insolita nell'universo) pubblicato nel 2000.
Nell'opera, gli autori suggeriscono che l'universo sia fondamentalmente ostile per la vita complessa e che mentre la vita semplice potrebbe essere abbondante la probabilità di diffuse forme di vita così avanzate come quelle sulla Terra è marginale.
Nel 2007 ha pubblicato Under a Green Sky (Sotto un cielo verde).